# Okres Zduńska Wola
Okres Zduńska Wola (polsky Powiat zduńskowolski) je okres v polském Lodžském vojvodství. Rozlohu má 369,24 km² a v roce 2020 zde žilo 66 604 obyvatel. Sídlem správy okresu je město Zduńska Wola.

## Gminy
Městská:
- Zduńska Wola

Městsko-vesnická:
- Szadek

Vesnické:
- Zapolice
- Zduńska Wola

## Města
- Szadek
- Zduńska Wola

## Sousední okresy
| Růžice kompasu | Poddębice | Poddębice          | Łask, Pabianice | Růžice kompasu |
| Růžice kompasu | Sieradz   | Sever              | Łask            | Růžice kompasu |
| Růžice kompasu | Sieradz   | Okres Zduńska Wola | Łask            | Růžice kompasu |
| Růžice kompasu | Sieradz   | Jih                | Łask            | Růžice kompasu |
| Růžice kompasu | Sieradz   | Łask, Sieradz      | Łask            | Růžice kompasu |